# Brahea salvadorensis
Brahea salvadorensis är en enhjärtbladig växtart som beskrevs av Hermann Wendland och Odoardo Beccari. Brahea salvadorensis ingår i släktet Brahea och familjen Arecaceae. Inga underarter finns listade i Catalogue of Life.